# 軟ガンマ線リピーター
軟ガンマ線リピーター（なんガンマせんリピーター、soft gamma-ray repeater、SGR）は、不規則な間隔でガンマ線およびX線の大規模なバーストを放出する天体である。マグネターの一種かまたは周囲に化石円盤を持つ中性子星であると推測されている。
1979年3月5日、強力なガンマ線バーストが記録された。太陽系の様々な場所に位置する多くの受信機がわずかに異なる時間に受信したためその方向を特定することができ、大マゼラン雲の超新星残骸の近くに起源を持つことが示された。
時間が経つと、これは通常のガンマ線バーストではないことがはっきりしてきた。軟ガンマ線および硬X線領域では、光子のエネルギーはそれほど高くなく、同じ領域で繰り返しバーストが発生した。
NASAマーシャル宇宙飛行センターの宇宙研究大学連合の天文学者Chryssa Kouveliotouは、軟ガンマ線リピーターはマグネターであるとする仮説の試験を行うことを決定した。この理論によれば、バーストにより天体の自転は遅くなるはずである。1998年、彼女は軟ガンマ線リピーターSGR 1806-20の周期を注意深く比較した。その結果、自転周期は1993年と比べて0.008秒増加しており、彼女は、8×1014ガウスの磁場を持つマグネターによって説明できることを計算で示した。これにより、国際天文学会は、軟ガンマ線リピーターは実際はマグネターであると確信するに至った。
1998年8月27日に観測されたSGR 1900+14は、通常とは異なる大規模な軟ガンマ線リピーターであった。推定2万光年と距離が遠かったにも拘らず、このバーストは地球の大気に大きな影響を与えた。通常、日中は太陽の放射によりイオン化し、夜間には再結合して中性となっている電離層の原子は、夜間にも日中と変わらないレベルでイオン化されている状態になった。X線衛星RXTEは、この時別の方向を向いていたにも拘らず、このバーストから運用開始以来最大のシグナルを受け取った。
既知の軟ガンマ線リピーターには次のものがある。
| 天体           | 発見年    | 備考                                                                                                   |
| -------------- | --------- | --- |
| SGR 0525-66    | 1979      | |
| SGR 1806-20    | 1979/1986 | 2004年12月27日に発生した記録上最も強力な軟ガンマ線リピーターのバーストは、この天体からのものであった。 |
| SGR 1900+14    | 1979/1986 | |
| SGR 1627-41    | 1998      | |
| SGR J1550-5418 | 2008      | 自転周期2.07秒はマグネターで最速。                                                                     |
| SGR 0501+4516  | 2008      | 2008年8月22日のX線バーストは、スウィフトで検出された。                                                 |

名前の番号は空における位置を表しており、例えばSGR 0525-66は、赤経5h25m、赤緯-66°で発生した。1979/1986のように発見年が2つ書かれているものは、天体が検出された年とそれが通常のガンマ線バーストではなく軟ガンマ線リピーターであると確認された年を表している。